# Eleccions generals malàisies de 2018
Les eleccions generals malàisies de 2018, formalment conegudes com les 14es eleccions generals de Malàisia (en malai: Pilihan Raya Umum ke-14), es van celebrar el dimecres 9 de maig de 2018 per a triar als diputats de la 14a legislatura del parlament de Malàisia. Estaven en joc els 222 escons del Dewan Rakyat (la cambra baixa del cos legislatiu malaisi) i 505 escons de 12 de les 13 assemblees legislatives estatals de Malàisia. El 13è parlament de Malàisia va ser dissolt pel primer ministre Najib Razak el 7 d'abril de 2018. S'hauria dissolt automàticament el 24 de juny de 2018, cinc anys després de la primera reunió de la primera sessió del 13è Parlament de Malàisia, el 24 de juny de 2013.
En una victòria sense precedents, la coalició Pakatan Harapan (PH), que havia estat l'Oposició federal del país abans de les eleccions, va obtenir una majoria simple en el Dewan Rakyat juntament amb el Partit de l'Herència de Sabah (WARISAN), amb el que el PH i WARISAN van aconseguir acumular 121 escons. És la primera vegada en la història de Malàisia que el partit en el poder és expulsat d'aquest, després que en les eleccions es produís un canvi de règim. La coalició Barisan Nasional (BN) havia gaudit anteriorment d'un regnat ininterromput sobre el país des de la independència de Malaia en 1957, però això va arribar a la seva fi després d'aquestes eleccions. El líder del PH, Mahathir Mohamad, que ja va ser Primer Ministre de Malàisia de 1981 a 2003, va jurar el seu càrrec per segona vegada el 10 de maig, un dia després de les eleccions. Als seus 93 anys, Mahathir és també el cap de govern electe de major edat del món. El Barisan Nasional (BN), liderat per Najib, va conservar 79 escons i es va convertir en la nova oposició federal, juntament amb el Gagasan Sejahtera (GS), que va obtenir 18 escons. L'Aliança de Sabah Unida (USA) va obtenir un escó, mentre que tres escons van ser guanyats per polítics independents. Les eleccions van ser àmpliament considerades com un dels majors sobresalts polítics a nivell mundial en 2018.
En les eleccions estatals simultànies celebrades per a 12 de les assemblees legislatives estatals, el PH va retenir Penang i Selangor amb majories més àmplies, mentre que va guanyar Negeri Sembilan, Malacca, Johor, Kedah i Perak del BN. WARISAN també va arrabassar Sabah al BN, que només va conservar dos estats: Perlis i Pahang. El GS va conservar Kelantan i va guanyar Terengganu al BN. En Sarawak no es van celebrar eleccions estatals, ja que l'estat havia celebrat les seves eleccions per separat en 2016. No obstant això, a conseqüència de les eleccions, els partits components del BN amb seu en Sarawak van abandonar la coalició per a formar el Gabungan Parti Sarawak (GPS), arrabassant així l'estat al BN.
Després de les eleccions, Mahathir va aconseguir l'indult real per al líder del PH empresonat, Anwar Ibrahim, i va indicar que donaria pas a aquest en els pròxims anys. Mentrestant, Najib va dimitir com a president del BN el 12 de maig i va ser succeït com a líder de l'oposició pel seu company de partit, Ahmad Zahid Hamidi. Les recerques a Malàisia sobre l'escàndol de 1Malaysia Development Berhad (1MDB), que s'havien detingut durant el mandat de Najib, es van reprendre després de les eleccions, la qual cosa va donar lloc a diverses acusacions penals en curs contra l'ex primer ministre. No obstant això, el PH només va governar durant 22 mesos abans de ser substituït per un nou Govern denominat Perikatan Nasional, una coalició dirigida per Muhyiddin Yassin després que el BERSATU abandonés la coalició Pakatan Harapan juntament amb els ex membres del PKR per a unir-se al Barisan Nasional (BN), el Partit Islàmic Panmalayo (PAS) i el Gabungan Parti Sarawak (GPS), i tornés a ser substituït pel Barisan Nasional dirigit per Ismail Sabri Yaakob 17 mesos després.